# Bistum Xuanhua
Das Bistum Xuanhua (lat.: Dioecesis Siuenhoavensis) ist ein römisch-katholisches Bistum mit Sitz in Xuanhua in der Volksrepublik China.

## Geschichte
Papst Pius XI. gründete das Apostolische Vikariat Süanhwafu mit dem Breve Expedit am 10. Mai 1926 aus Gebietsabtretungen des Apostolischen Vikariats Peking. Der erste Apostolische Vikar, Philippe Zhao Huai-yi, gehörte zu den ersten sechs chinesischen Bischöfen, die durch Papst Pius XI. am 28. Oktober 1926 in Rom zu Bischöfen geweiht wurden.
Mit der Apostolischen Konstitution Quotidie Nos wurde es am 11. April 1946 zum Bistum erhoben. 1980 hast die chinesische Regierung die Bistümer Chongli-Xiwanzi und Xuanhua verbunden und schuf das Bistum Zhangjiakou, das nicht durch den Heiligen Stuhl anerkannt wurde.

## Ordinarien

### Apostolische Vikare von Süanhwafu
- Philippe Zhao Huai-yi (24. Juni 1926-14. Oktober 1927)
- Peter Cheng (28. März 1928-25. August 1935)
- Joseph Ciamgioenpuo (7. Juli 1936-11. April 1946)

### Bischöfe von Xuanhua
- Joseph Ciamgioenpuo (11. April 1946-20. November 1947)
- Peter Wang Mu-To (8. Januar 1948-3. September 1959)

- Chang Shou-yi (1958-27. März 1987)
- Xu Li-zhi (1987-19. Januar 1992)
- Simon Zhang Jiu-mu (1989-12. Dezember 1999)
- Philip Peter Zhao Zhen-dong (12. Dezember 1999-13. Juni 2007)
- Thomas Zhao Ke-xun (seit 13. Juni 2007)